# رياضيات
الرِّيَاضِيَّاتُ هي مجموعة من المعارف المجردة الناتجة عن الاستنتاجات المنطقية المطبقة على مُختلف الكائنات الرياضية مثل المجموعات، والأعداد، والأشكال والبنيات والتحويلات. وتهتم الرياضيات أيضًا بدراسة مواضيع مثل الكمية(1) والبنية(2) والفضاء والتغير.(3) ولا يوجد حتى الآن تعريف عام متفق عليه للمصطلح.
يسعى علماء الرياضيات إلى استخدام أنماط رياضية لصياغة فرضيات جديدة؛ من خلال استعمال إثباتات رياضية بهدف الوصول للحقيقة وذرء الفرضيات السابقة أو الخاطئة. فمن خلال استخدام التجريد والمنطق، طُوِّرت الرياضيات من العد والحساب والقياس إلى الدراسة المنهجية للأشكال وحركات الأشياء المادية. لقد كانت الرياضيات العملية نشاطًا إنسانيًا يعود إلى تاريخ وجود السجلات المكتوبة. يمكن أن يستغرق البحث المطلوب لحل المسائل الرياضية سنوات، أو حتى قرونًا من البحث المستمر.
ظهرت الحجج الصارمة أولًا في الرياضيات اليونانية، وعلى الأخص في أصول إقليدس. منذ العمل الرائد لجوزيبه بيانو (1858-1932)، وديفيد هيلبرت (1862-1943)، وغيرهم في النظم البديهية في أواخر القرن التاسع عشر، أصبح من المعتاد النظر إلى الأبحاث الرياضية كإثبات للحقيقة عن طريق الاستنتاج الدقيق للبديهيات والتعاريف المختارة بشكل مناسب. وتطورت الرياضيات بوتيرة بطيئة نسبيًا حتى عصر النهضة، عندما أدت الابتكارات الرياضية التي تتفاعل مع الاكتشافات العلمية الجديدة إلى زيادة سريعة في معدل الاكتشافات الرياضية التي استمرت حتى يومنا هذا.
تعتبر الرياضيات ضرورية في العديد من المجالات، لما لها من قدرة على وضع نماذج رياضية تمكّنها من صياغة سلوك ما أو التنبؤ بسلوك محتمل. من أشهر المجالات التي تستعمل النماذج الرياضية العلوم الطبيعية والهندسة والطب والتمويل والعلوم الاجتماعية. أدت الرياضيات التطبيقية إلى تخصصات رياضية جديدة تمامًا، مثل الإحصاء ونظرية الألعاب والتحكم الأمثل. يشارك علماء الرياضيات في الرياضيات البحتة دون وضع أي تطبيق على أرض الواقع، ولكن غالبًا ما يتم اكتشاف التطبيقات العملية لما بدأ في الأول كرياضيات بحتة.
وفقا لاستطلاع أجرته مجموعة خبراء التصنيف الدولية IREG في عام (2013-2014)، جاءت جائزة أبيل التي بدأت عام (2003) والتي تمنحها سنويًا الأكاديمية النرويجية للعلوم والآداب في المرتبة الأولى كأكثر جائزة مرموقة في مجال الرياضيات. وجاءت في المرتبة الثانية ميدالية فيلدز التي يرعاها الاتحاد الدولي للرياضيات منذ عام (1936). وفي المرتبة الثالثة جاءت جائزة وولف في الرياضيات التي تمنحها سنويًا مؤسسة وولف منذ عام (1978). تعتبر هذه الجوائز من بين أكثر الجوائز شهرة بفضل قيمتها المالية، ويعتبر البعض جائزة أبيل وميدالية فيلدز بمثابة جائزة نوبل في مجال الرياضيات لأن جائزة نوبل لا تمنح في هذا المجال.

## التأثيل
يأتي مصطلح الرياضيات من الجذر اللغوي رَوْض. يذكر قاموس مجمع اللغة العربية في القاهرة بأن كلمة رياضة تشير إلى علم الرياضيات وأيضًا استخدمت صفة «رياضيّ/رياضيّة» بديل مصطلح عالم رياضيات أو رياضياتي. كان مصطلح الرياضيات يتم استبداله بمصطلح «علم الحساب» وأيضًا قام الخوارزمي بإضافة مصطلح «الجبر» وهنالك مصطلح إضافي هو علم المثلثات، كانت هذه المصطلحات تقوم مقام مصطلح الرياضيات في الكتابات العربية القديمة.
يرجح معجم الدوحة التاريخي للغة العريية أن أقدم ذكر لمصطلح الرياضيات جاء في عام 256 هـ الموافق لـ 870 م في «كتاب إلى بعض إخوانه في تقويم الخطأ والمشكلات التي لأوقليدس في كتابه الموسوم بالمناظر» ليعقوب بن إسحاق الكندي، حيث قال:

### أصل الاسم الإنجليزي
تأتي كلمة mathematics من (باليونانية: máthēma)، وتعني «ما الذي تُعُلِّم»، «ما يمكن للمرء أن يعرف»، وبالتالي «الدراسة» و«العلم». أصبحت كلمة «الرياضيات» تحمل معنى «دراسة رياضية» أضيق وأكثر تقنية حتى في الأوقات الكلاسيكية. صفتها هي (θημαθηματικός (mathēmatikós، بمعنى «ذات صلة بالتعلم» أو «مجتهد»، والتي أصبحت كذلك تعني «رياضية». على وجه الخصوص، (μαθηματικὴ τέχνη (mathēmatikḗ tékhnē، (باللاتينية: ars mathematica)، وتعني «الفن الرياضي».
وبالمثل، كانت إحدى مدرستي الفكر الرئيسيتين في فيثاغوريات تُعرف باسم mathēmatikoi) μαθηματικοί) والتي كانت في ذلك الوقت تعني «المعلمين» بدلًا من «علماء الرياضيات» بالمعنى الحديث.
في اللغة اللاتينية، وفي اللغة الإنجليزية حتى حوالي عام 1700، كان مصطلح الرياضيات أكثر شيوعًا ب«علم التنجيم» (أو في بعض الأحيان «علم الفلك») بدلًا من «الرياضيات»؛ لقد تغير المعنى تدريجيًّا إلى معناه الحالي من حوالي 1500 إلى 1800. وقد أدى ذلك إلى العديد من الترجمات الخاطئة. على سبيل المثال، تحذير القديس أوغسطينوس بأنه يجب على المسيحيين أن يحذروا من الرياضيات، أي المنجمين، يتم تفسيره أحيانًا باعتباره إدانة لعلماء الرياضيات.
يعود شكل الجمع الواضح باللغة الإنجليزية، مثل صيغة الجمع الفرنسية للرياضيات (والمشتق المفرد الأقل استخدامًا للرياضيات)، إلى الرياضيات التعددية اللغوية اللاتينية، بناءً على الجمع اليوناني (θημαθηματικά (ta mathēmatiká، استخدمه أرسطو (384–322 قبل الميلاد)، ويعني «كل الأشياء الرياضية»؛ على الرغم من أنه من المعقول أن تقترض اللغة الإنجليزية فقط ((mathematic(al) وشكلت الرياضيات الاسم من جديد، بعد نمط الفيزياء والميتافيزيقيا، التي ورثت من اليونانية. في اللغة الإنجليزية، تأخذ كلمة (mathematics) الاسمية صيغة مفردة. غالبًا ما يتم اختصارها إلى (maths) أو (math) في أمريكا الشمالية.

## التاريخ

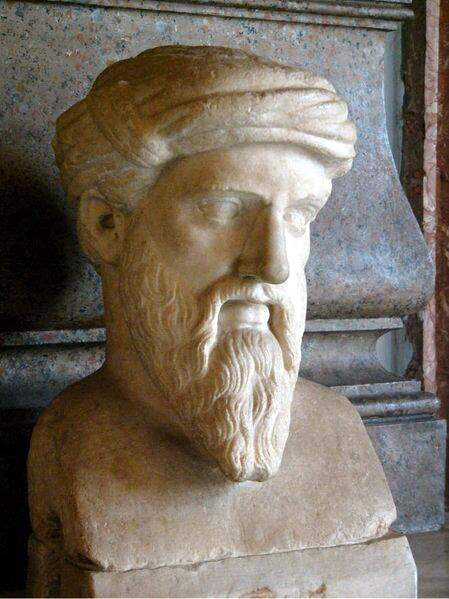
عالم الرياضيات الإغريقي فيثاغورس (حوالي 570 - 495 قبل الميلاد)، ينسب إليه اكتشاف مبرهنة فيثاغورس.

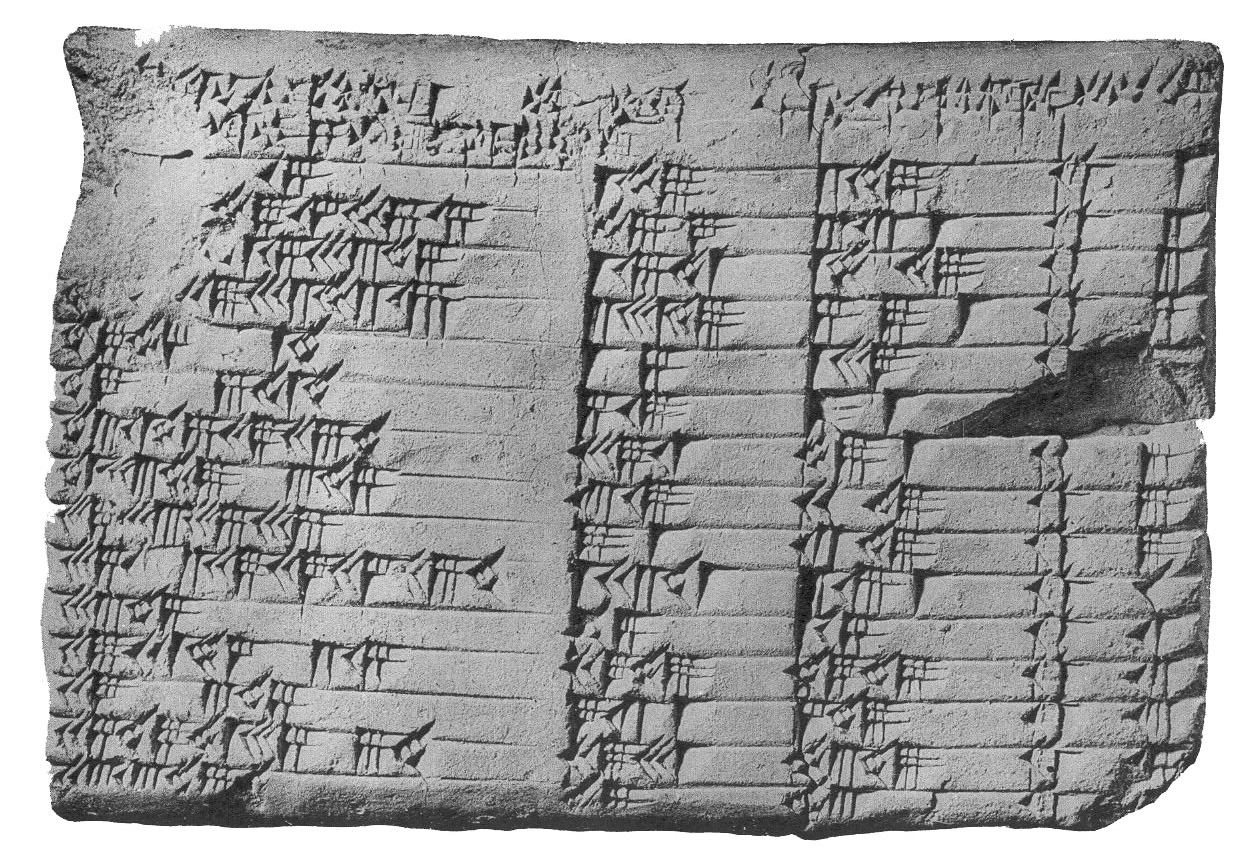
لوحة بابلية تحتوي على جداول رياضية، يعود تاريخها إلى ما يقارب 1800 عام قبل الميلاد اسمها بليمتون 322.

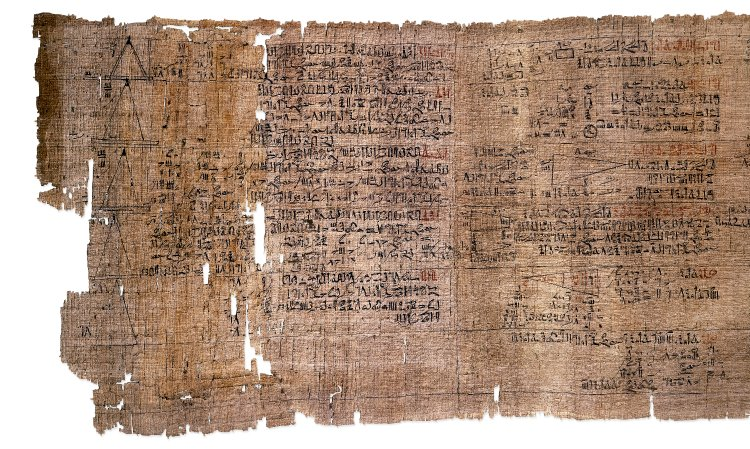
صورة لبردية ريند الرياضية.

استخدم أرخميدس طريقة الاستنفاد لتقدير قيمة الثابت ط (باي).

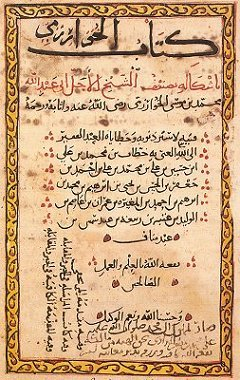
صفحة من كتاب المختصر في حساب الجبر والمقابلة، للخوارزمي.

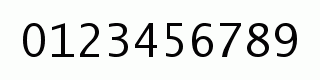
نظام الترقيم العربي، المطور من نظام العد الهندي.

يمكن اعتبار تاريخ الرياضيات كسلسلة متزايدة من التجريدات. ربما كان التجريد الأول، الذي تشترك فيه العديد من الحيوانات، هو الأعداد: إدراك أن مجموعة من تفاحتين ومجموعة من برتقالتين (على سبيل المثال) تشترك في شيء ما، ألا وهو كمية أعضائها.
كما يتضح من الأرقام الموجودة على العظام، بالإضافة إلى إدراك كيفية حساب الأشياء المادية، ربما أدركت شعوب ما قبل التاريخ أيضًا كيفية حساب الكميات المجردة، مثل الوقت والأيام والفصول والسنوات.
لا تظهر أدلة الرياضيات المعقدة حتى حوالي عام 3000 قبل الميلاد، عندما بدأ البابليون والمصريون في استخدام الحساب والجبر والهندسة لفرض الضرائب والحسابات المالية الأخرى، للبناء والتشييد، وعلم الفلك. أقدم النصوص الرياضية من بلاد ما بين النهرين ومصر هي من 2000-1800 قبل الميلاد. تذكر العديد من النصوص المبكرة أن نظرية فيثاغورس هي التطور الرياضي الأقدم والأكثر انتشارًا بعد الحساب والهندسة الأساسية. في الرياضيات البابلية يظهر الحساب الأولي (الجمع والطرح والضرب والقسمة) أولًا في السجل الأثري. يمتلك البابليون أيضًا نظامًا للقيمة الموضعية، واستخدموا نظامًا رقميًا خاصًا بالجنس، ولا يزالون يستخدمون اليوم لقياس الزوايا والوقت.
ابتداءً من القرن السادس قبل الميلاد مع فيثاغورس، بدأ الإغريق القدماء دراسة منهجية للرياضيات كموضوع في حد ذاته مع الرياضيات اليونانية. حوالي 300 قبل الميلاد، قدم إقليدس الطريقة البديهية التي لا تزال تستخدم في الرياضيات اليوم، والتي تتكون من التعريف، البديهية، النظرية، والإثبات. يعتبر كتابه الأصول الأكثر نجاحًا وتأثيرًا في كل العصور. غالبًا ما يُعتبر عالم الرياضيات الأكبر في العصور القديمة أرخميدس (حوالي 287-212 قبل الميلاد). قام بتطوير صيغ لحساب مساحة السطح وحجم المواد الصلبة واستخدم طريقة الاستنفاد لحساب المنطقة تحت قوس القطع المكافئ مع تجميع سلسلة لانهائية، بطريقة لا تختلف كثيرًا عن حساب التفاضل والتكامل الحديث. الإنجازات البارزة الأخرى في الرياضيات اليونانية هي أقسام مخروطية (أبلونيوس البرغاوي، القرن الثالث قبل الميلاد)، وعلم المثلثات (أبرخش، القرن الثاني قبل الميلاد)، وبدايات الجبر (ديوفانتوس الإسكندري، القرن الثالث للميلاد).
تطور نظام العد الهندي العربي وقواعد استخدام عملياتها، المستخدمة في جميع أنحاء العالم اليوم، على مدار الألفية الأولى الميلادية في الهند وتم نقلها إلى العالم الغربي عبر الرياضيات في العالم الإسلامي. تشمل التطورات الأخرى البارزة في الرياضيات الهندية التعريف الحديث للجيب وجيب التمام، وشكل مبكر من سلسلة لانهائية.
كان لعلماء المسلمين في عصر الحضارة الإسلامية فضل كبير في تقدم علم الرياضيات، فقد أثروه وابتكروا فيه وأضافوا إليه وطوّروه، استفاد العالم أجمع من الإرث الذي تركوه. في البداية، جمع العلماء المسلمون نتاج علماء الأمم السابقة في حقل الرياضيات، ثم ترجموه، ومنه انطلقوا في الاكتشاف والابتكار والإبداع، ويُعد المسلمون أول من اشتغل في علم الجبر وأول من كتب فيه الخوارزمي، وهم الذين أطلقوا عليه اسم «الجبر»، ونتيجة الاهتمام الذي أولوه إليه، فقد كانوا أول من ألَّف فيه بطريقة علمية منظمة. كما توسعوا في حساب المثلثات وبحوث النسبة التي قسموها إلى ثلاثة أقسام: عددية وهندسية وتأليفية، وحلّوا بعض المعادلات الخطية بطريقة حساب الخطأين، والمعادلات التربيعية، وأحلّوا الجيوب محل الأوتار، وجاءوا بنظريات أساسية جديدة لحل مثلثات الأضلاع، وربطوا علم الجبر بالأشكال الهندسية، وإليهم يرجع الفضل في وضع علم المثلثات بشكل علمي منظم مستقل عن علم الفلك، ما دفع الكثيرين إلى اعتباره علمًا عربيًّا خالصًا. ومن الإنجازات البارزة الأخرى في الفترة الإسلامية هي التقدم في علم المثلثات الكروية وإضافة العلامة العشرية إلى نظام الأرقام العربية. كان العديد من علماء الرياضيات البارزين من هذه الفترة من بلاد فارس، مثل الخوارزمي وعمر الخيام وشرف الدين الطوسي.
حتى حوالي عام 1700 في أوروبا، كان مصطلح الرياضيات أكثر شيوعًا بمعنى «علم التنجيم» (أو في بعض الأحيان «علم الفلك») بدلًا من «الرياضيات»؛ لقد تغير المعنى تدريجيًّا إلى معناه الحالي من حوالي 1500 إلى 1800 للميلاد.
خلال الفترة الحديثة المبكرة، بدأت الرياضيات في التطور بوتيرة متسارعة في أوروبا الغربية. تطور حساب التفاضل والتكامل من قبل نيوتن ولايبنز في القرن السابع عشر أحدث ثورة في الرياضيات. كان ليونهارت أويلر عالم الرياضيات الأكثر شهرة في القرن الثامن عشر، حيث ساهم في العديد من النظريات والاكتشافات. ربما كان عالم الرياضيات الأول في القرن التاسع عشر عالم الرياضيات الألماني كارل فريدريش غاوس، الذي قدم مساهمات عديدة في مجالات مثل الجبر والتحليل والهندسة التفاضلية ونظرية المصفوفة ونظرية الأعداد والإحصاء. في أوائل القرن العشرين، قام كورت غودل بتغيير مفهومنا عن الرياضيات من خلال نشر مبرهنات عدم الاكتمال، والتي توضح أن أي نظام بديهي ثابت سوف يحتوي على مقترحات غير قابلة للإثبات.
منذ ذلك الحين امتدت الرياضيات إلى حد كبير، وكان هناك تفاعل مثمر بين الرياضيات والعلوم، لما فيه فائدة لكليهما. الاكتشافات الرياضية لا تزال تبذل اليوم. وفقا لميخائيل سيفريوك، في عدد يناير 2006 من نشرة الجمعية الرياضية الأمريكية، «عدد الأوراق والكتب المدرجة في قاعدة بيانات المراجعات الرياضية منذ عام 1940 (السنة الأولى من تشغيل ماثماتيكل ريفيوز) هو الآن أكثر من 1.9 مليون، وأكثر من 75 ألف عنصر إلى قاعدة البيانات كل عام. تحتوي الغالبية العظمى من الأعمال في هذا المحيط على نظريات رياضية جديدة وإثباتها».

## تعريف ومفهوم الرياضيات

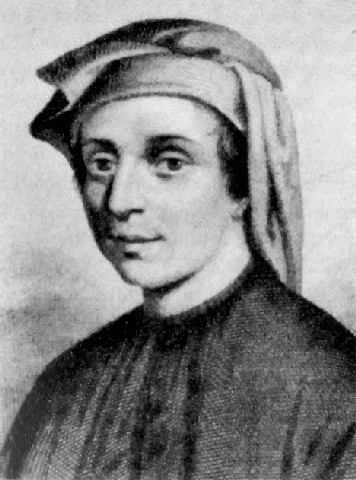
ليوناردو فيبوناتشي، عالم الرياضيات الإيطالي الذي قدم نظام الأرقام الهندوسية العربية الذي اخترعه علماء الرياضيات الهنود بين القرنين الأول والرابع، للعالم الغربي.

ليس للرياضيات تعريف مُتفق عليه عمومًا. عرّف أرسطو الرياضيات بأنها «علم الكمية»، وساد هذا التعريف حتى القرن الثامن عشر. قال غاليليو غاليلي (1564–1642): «لا يمكن قراءة الكون حتى نتعلم اللغة ونتعرف على الحروف التي كتبت بها. إنه مكتوب بلغة رياضية، والحروف مثلثات ودوائر وغيرها من الأشكال الهندسية. حروف، بدونها تعني أنه من المستحيل إنسانيًا فهم كلمة واحدة، وبدون ذلك، يتجول الشخص في متاهة مظلمة». أشار كارل فريدريش غاوس (1777-1855) إلى الرياضيات باسم «ملكة العلوم». صرح ألبرت أينشتاين (1879-1955) بأنه «بقدر ما تشير قوانين الرياضيات إلى الواقع، فهي غير مؤكدة، وبقدر ما تكون مؤكدة، فإنها لا تشير إلى الواقع».(4)
ابتداءً من القرن التاسع عشر، عندما ازدادت دراسة الرياضيات بصرامة وبدأت في معالجة الموضوعات المجردة مثل نظرية المجموعات والهندسة الإسقاطية، التي لا علاقة واضحة لها بالكمية والقياس، بدأ علماء الرياضيات والفلاسفة في اقتراح مجموعة متنوعة من التعريفات. تؤكد بعض هذه التعريفات على الطابع الاستنتاجي للكثير من الرياضيات، وبعضها يركز على تجريده، بينما يركز البعض على مواضيع معينة داخل الرياضيات. اليوم، لا يوجد توافق في الآراء حول تعريف الرياضيات، حتى بين المهنيين. لا يوجد إجماع حول ما إذا كانت الرياضيات فن أم علم.(5) الكثير من علماء الرياضيات المحترفين لا يهتمون بتعريف الرياضيات، أو يعتبرونه غير قابل للتعريف. يقول البعض فقط «الرياضيات هي ما يفعله علماء الرياضيات».
وتسمى ثلاثة أنواع رائدة من تعريف الرياضيات المنطق، الحدس، والشكلية، كل منها يعكس مدرسة فلسفية مختلفة. جميعهم يعانون من مشاكل حادة، لا يوجد قبول واسع النطاق، ولا يبدو أن الاتفاق ممكن.
كان التعريف المبكر للرياضيات من حيث المنطق لبنيامين بيرس والذي قال «العلم الذي يستخلص النتائج الضرورية» (1870). في مبادئ الرياضيات، قدم برتراند راسل وألفريد نورث وايتهيد البرنامج الفلسفي المعروف بالمنطقية، وحاولا إثبات أنه يمكن تعريف جميع المفاهيم والبيانات والمبادئ الرياضية وإثباتها بالكامل من حيث المنطق الرمزي.
تعرف التعريفات البديهية، التي نشأت من فلسفة عالم الرياضيات لويتزن براور، على الرياضيات مع بعض الظواهر العقلية. مثال على تعريف الحدس هو «الرياضيات هي النشاط العقلي الذي يتكون في تنفيذ بنيات واحدة تلو الأخرى». وخصوصية الحدس هو أنه يرفض بعض الأفكار الرياضية التي تعتبر صالحة وفقا لتعاريف أخرى. على وجه الخصوص، في حين أن فلسفات الرياضيات الأخرى تسمح بوجود أشياء يمكن إثبات وجودها على الرغم من عدم إمكانية بنائها، فإن الحدس يسمح فقط بالأشياء الرياضية التي يمكن للمرء أن يصنعها بالفعل.
تعرّف التعاريف الشكلية الرياضيات برموزها وقواعد العمل عليها. عرف هاسكل كاري الرياضيات ببساطة بأنها «علم النظم الرسمية». النظام الرسمي هو مجموعة من الرموز أو الرموز المميزة وبعض القواعد التي توضح كيفية دمج الرموز في صيغ. في النظم الرسمية، فإن كلمة البديهية لها معنى خاص، تختلف عن المعنى العادي «لحقيقة بديهية». في الأنظمة الرسمية، البديهية هي مزيج من الرموز التي يتم تضمينها في نظام رسمي معين دون الحاجة إلى اشتقاقها باستخدام قواعد النظام.

### ثلاثة تعريفات رائدة
ثلاثة تعريفات رائدة من تعريفات الرياضيات اليوم تسمى المنطقانية، والحدسية، والشكلية، كل منها يعكس مدرسة فلسفية مختلفة. جميعها بها عيوب خطيرة، ولا يوجد قبول واسع لأي منها، ولا يبدو أن الاتفاق ممكن.

#### التعريفات المنطقانية
كان التعريف المبكر للرياضيات من حيث المنطقانية هو تعريف بنجامين بيرس (1870): «العلم الذي يستخلص الاستنتاجات الضرورية». في مبادئ الرياضيات، طور برتراند راسل وألفريد نورث وايتهيد البرنامج الفلسفي المعروف بالمنطقانية، وحاول إثبات أن جميع المفاهيم والبيانات والمبادئ الرياضية يمكن تعريفها وإثباتها بالكامل من حيث المنطق الرمزي. المنطقانية في تعريف الرياضيات بواسطة راسل (1903) «كل الرياضيات هي منطق رمزي.»

#### التعريفات الحدسية
التعريفات الحدسية، التي نشأت من فلسفة عالم الرياضيات لويتزن براور، تحدد الرياضيات بظواهر عقلية معينة. مثال على التعريف الحدسي هو «الرياضيات هي النشاط العقلي الذي يتكون من تنفيذ البنى واحدة تلو الأخرى.» من خصوصية الحدسية أنه ترفض بعض الأفكار الرياضية التي تعتبر صالحة وفقًا لتعريفات أخرى. على وجه الخصوص، في حين أن فلسفات الرياضيات الأخرى تسمح بالأشياء التي يمكن إثبات وجودها على الرغم من عدم إمكانية بنائها، فإن الحدسية تسمح فقط بالكائنات الرياضية التي يمكن للمرء أن يبنيها بالفعل. ترفض الحدسية أيضًا قانون الوسط المستبعد (أي، {\displaystyle P\vee \neg P}). في حين أن هذا الموقف يجبرهم على رفض نسخة شائعة واحدة من الإثبات عن طريق التناقض كطريقة إثبات قابلة للتطبيق، أي استنتاج {\displaystyle P} من {\displaystyle \neg P\to \bot }، لا يزالون قادرين على استنتاج {\displaystyle \neg P} من {\displaystyle P\to \bot }. بالنسبة لهم، {\displaystyle \neg (\neg P)} هي عبارة أضعف تمامًا من {\displaystyle P}.

#### التعريفات الشكلية
تعرف الشكلية الرياضيات من خلال رموزها وقواعد العمل عليها. عرّف هاسكل كاري الرياضيات ببساطة على أنها «علم الأنظمة الرسمية». النظام الرسمي عبارة عن مجموعة من الرموز أو الرموز المميزة وبعض القواعد المتعلقة بكيفية دمج الرموز المميزة في صيغ. في الأنظمة الرسمية، كلمة بديهية لها معنى خاص يختلف عن المعنى العادي لـ«حقيقة بديهية»، وتُستخدم للإشارة إلى مجموعة من الرموز المميزة المضمنة في نظام رسمي معين دون الحاجة إلى اشتقاقها باستخدام قواعد النظام.

### الرياضيات علما

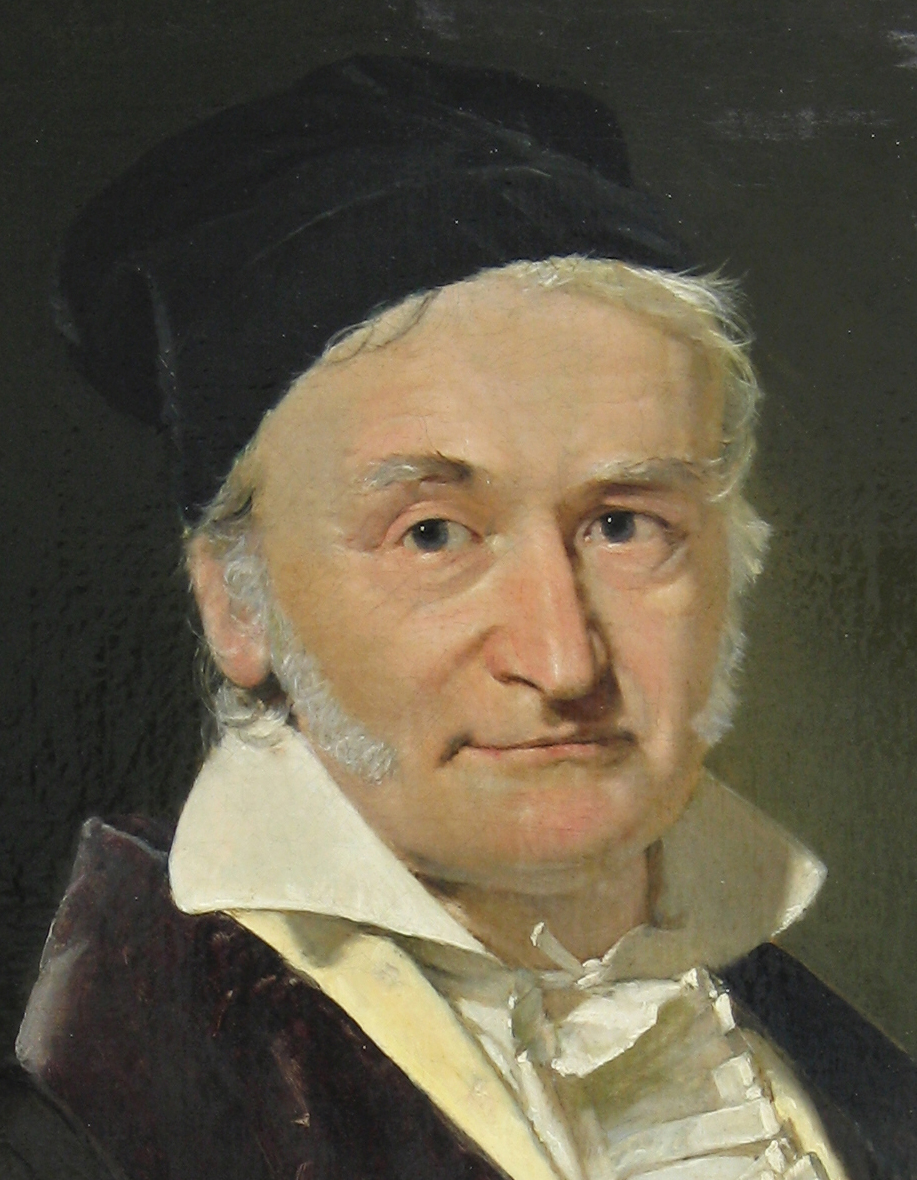
كارل فريدريش جاوس، المعروف بلقب «أمير الرياضيات».

أشار عالم الرياضيات الألماني كارل فريدريش غاوس إلى الرياضيات باسم «ملكة العلوم». في الآونة الأخيرة، أطلق ماركوس دو سوتوي الرياضيات على أنها «ملكة العلوم. القوة الدافعة الرئيسية وراء الاكتشاف العلمي». في (اللاتينية: Regina Scientiarum)، وكذلك في (اللغة الألمانية: Königin der Wissenschaften)، تعني الكلمة المقابلة للعلم «مجال المعرفة»، وكان هذا هو المعنى الأصلي «للعلم» باللغة الإنجليزية أيضًا؛ الرياضيات في هذا المعنى مجال المعرفة. يتبع التخصص الذي يقصر معنى «العلم» على العلوم الطبيعية صعود علم بيكون، الذي يقارن «العلوم الطبيعية» بالمدرسة، الطريقة الأرسطية للاستفسار من المبادئ الأولى. دور التجريب والملاحظة التجريبية ضئيل في الرياضيات، مقارنة بالعلوم الطبيعية مثل البيولوجيا والكيمياء والفيزياء. صرح ألبرت أينشتاين بأنه «بقدر ما تشير قوانين الرياضيات إلى الواقع، فهي غير مؤكدة، وبقدر ما تكون مؤكدة، فإنها لا تشير إلى الواقع».(4)
يعتقد العديد من الفلاسفة أن الرياضيات ليست قابلة للدحض تجريبيًّا، وبالتالي فهي ليست علمًا وفقًا لتعريف كارل بوبر. ومع ذلك، في ثلاثينيات القرن العشرين، أقنعت نظريات غودل عدم الاكتمال العديد من علماء الرياضيات بأنه لا يمكن اختزال الرياضيات إلى المنطق وحده، وخلص كارل بوبر إلى أن «معظم النظريات الرياضية هي، مثل نظريات الفيزياء والبيولوجيا، استنتاجي افتراضي؛ فالرياضيات البحتة استنتاجية. أقرب إلى العلوم الطبيعية التي فرضياتها هي التخمينات، مما بدا حتى في الآونة الأخيرة». قام مفكرون آخرون، وخاصة إمري لاكاتوس، بتطبيق نسخة من قبول الدحض على الرياضيات نفسها.
وجهة نظر بديلة هي أن بعض المجالات العلمية (مثل الفيزياء النظرية) هي رياضيات مع البديهيات التي تهدف إلى تتوافق مع الواقع. تشترك الرياضيات كثيرًا في العديد من المجالات في العلوم الفيزيائية، لا سيما استكشاف النتائج المنطقية للافتراضات. يلعب الحدس والتجريب أيضًا دورًا في صياغة التخمينات في كل من الرياضيات والعلوم الأخرى. تستمر الرياضيات التجريبية في الأهمية داخل الرياضيات، ويلعب الحساب والمحاكاة دورًا متزايدًا في كل من العلوم والرياضيات.
تتنوع آراء علماء الرياضيات حول هذه المسألة. يشعر العديد من علماء الرياضيات(12) أن تسمية منطقتهم بالعلم هو التقليل من أهمية جانبها الجمالي، وتاريخها في الفنون الليبرالية التقليدية السبعة؛ يشعر الآخرون أن تجاهل علاقتها بالعلوم هو غض الطرف عن حقيقة أن العلاقة بين الرياضيات وتطبيقاتها في العلوم والهندسة دفعت الكثير من التطور في الرياضيات. إحدى الطرق التي يلعب بها هذا الاختلاف في وجهات النظر هي النقاش الفلسفي حول ما إذا كان يتم إنشاء الرياضيات (كما في الفن) أو اكتشافها (كما في العلوم). من الشائع رؤية الجامعات مقسمة إلى أقسام تتضمن تقسيمًا للعلوم والرياضيات، مما يشير إلى أن الحقول ينظر إليها على أنها متحالفة ولكنها لا تتزامن. في الممارسة العملية، يتم تجميع علماء الرياضيات عادة مع العلماء على المستوى الإجمالي ولكن يتم فصلهم في مستويات أدق. هذا هو واحد من العديد من القضايا التي تتناولها فلسفة الرياضيات.

## الرياضيات البحتة والتطبيقية، وعلم الجمال
تنشأ الرياضيات من العديد من أنواع المسائل المختلفة. في البداية وجدت هذه في التجارة، وقياس الأراضي، والهندسة المعمارية وعلم الفلك في وقت لاحق؛ اليوم، تشير جميع العلوم إلى المسائل التي يدرسها علماء الرياضيات، وتنشأ العديد من المسائل داخل الرياضيات نفسها. على سبيل المثال، اخترع الفيزيائي ريتشارد فاينمان صياغة متكاملة لميكانيكا الكم باستخدام مزيج من المنطق الرياضي والبصيرة الفيزيائية، وهناك نظرية الأوتار أيضًا، وهي نظرية علمية لا تزال قيد التطور تحاول توحيد القوى الأساسية الأربعة للطبيعة، لا تزال تلهم المزيد من التطوير في الرياضيات الجديدة.
بعض مجالات الرياضيات ذات صلة فقط في المجال الذي تتعامل معه، ويتم تطبيقها لحل المزيد من المسائل في هذا المجال. ولكن غالبًا ما تثبت الرياضيات المستوحاة من مجال واحد أنها مفيدة في العديد من المجالات، وتنضم إلى المجموعة العامة من المفاهيم الرياضية. غالبًا ما يتم التمييز بين الرياضيات البحتة والرياضيات التطبيقية. ومع ذلك، غالبًا ما تتحول موضوعات الرياضيات البحتة إلى تطبيقات، على سبيل المثال نظرية الأعداد في التشفير. هذه الحقيقة الرائعة، وهي أن الرياضيات «البحتة» غالبًا ما تتحول إلى تطبيقات عملية، هو ما أسماه يوجين ويغنر «الفعالية غير المعقولة للرياضيات». كما هو الحال في معظم مجالات الدراسة، أدى انفجار المعرفة في العصر العلمي إلى التخصص؛ حيث يوجد الآن المئات من المجالات المتخصصة في الرياضيات وأحدث تصنيف لمواد الرياضيات يصل إلى 46 صفحة. دمجت العديد من مجالات الرياضيات التطبيقية مع التقاليد ذات الصلة خارج الرياضيات وأصبحت التخصصات في حد ذاتها، بما في ذلك الإحصاءات، وبحوث العمليات، وعلوم الحاسوب.
بالنسبة لأولئك الذين يميلون رياضيا، غالبا ما يكون هناك جانب جمالي محدد لكثير من الرياضيات. يتحدث العديد من علماء الرياضيات عن أناقة الرياضيات، وعلم الجمال الداخلي والجمال الداخلي. تقدر البساطة والعمومية. هناك جمال في دليل بسيط وأنيق، مثل دليل إقليدس على وجود عدد لا نهائي من الأعداد الأولية، وبأسلوب عددي أنيق يسرع الحساب، مثل تحويل فورييه السريع. أعرب غودفري هارولد هاردي في مقالته دفاع رياضياتي عن اعتقاده بأن هذه الاعتبارات الجمالية كافية بحد ذاتها لتبرير دراسة الرياضيات البحتة. حدد معايير مثل الأهمية وعدم اليقين والحتمية والاقتصاد كعوامل تسهم في جمالية رياضية. غالبًا ما يبحث البحث الرياضي عن ميزات مهمة لكائن رياضي. إن النظرية التي يتم التعبير عنها كتوصيف للكائن بهذه الميزات هي الجائزة.
شعبية الرياضيات المسلية سواء في حل الألغاز الرياضية أو الألعاب. هي علامة أخرى على المتعة التي يجدها الكثيرون في حل الأسئلة الرياضية. وعلى الطرف الاجتماعي الآخر، لا يزال الفلاسفة يجدون مسائل في فلسفة الرياضيات، مثل طبيعة البرهان الرياضي.

## التدوين الرياضي، والدقة

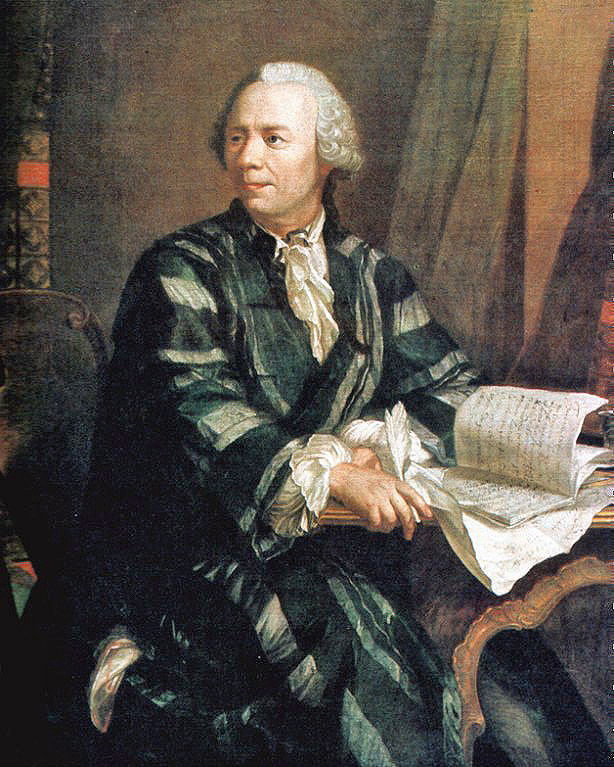
قام ليونهارت أويلر بإنشاء وتعميم الكثير من الرموز الرياضية المستخدمة اليوم.

معظم الرموز الرياضية المستخدمة اليوم لم يتم اختراعها حتى القرن السادس عشر. قبل ذلك، تم كتابة الرياضيات بالكلمات، مما يحد من الاكتشافات الرياضية. كان أويلر (1707-1783) مسؤولًا عن العديد من الرموز المستخدمة اليوم. التدوين الحديث يجعل الرياضيات أسهل بكثير بالنسبة للمحترفين، ولكن المبتدئين غالبا ما يجدونها شاقة. وفقا لباربرا أوكلي، يمكن أن يعزى ذلك إلى حقيقة أن الأفكار الرياضية هي أكثر تجريدية وأكثر تشفيرًا من أفكار اللغة الطبيعية.(6) على عكس اللغة الطبيعية، حيث يمكن للناس في كثير من الأحيان مساواة كلمة (مثل الشجرة) مع الشيء المادي الذي تقابله، فإن الرموز الرياضية مجردة، وتفتقر إلى أي تناظرية مادية.(7) الرموز الرياضية مشفرة أيضًا بدرجة أكبر من الكلمات العادية، مما يعني أن الرمز الواحد يمكن أن يشفر عددًا من العمليات أو الأفكار المختلفة.(8)
قد يصعب فهم اللغة الرياضية بالنسبة للمبتدئين لأن المصطلحات الشائعة، مثل أو فقط، لها معنى أكثر دقة من المصطلحات المستخدمة في الكلام اليومي، بينما تشير المصطلحات الأخرى مثل «فتح» و«حقل» إلى أفكار رياضية محددة، لا تغطيها معاني العلمانيين. تتضمن اللغة الرياضية أيضًا العديد من المصطلحات الفنية مثل التجانس التماثلي والتكامل الذي لا معنى له خارج الرياضيات. بالإضافة إلى ذلك، تنتمي العبارات المختصرة مثل "iff" ل«إذا وفقط إذا» إلى المصطلحات الرياضية. هناك سبب للتدوين الخاص والمفردات الفنية: تتطلب الرياضيات دقة أكثر من الكلام اليومي. يشير علماء الرياضيات إلى هذه الدقة في اللغة والمنطق باسم «الصرامة».
البرهان الرياضي هو في الأساس مسألة صرامة. يريد علماء الرياضيات أن تتبع نظرياتهم من البديهيات عن طريق التفكير المنهجي. هذا هو تجنب «النظريات» الخاطئة، القائمة على الحدس الخاطئ، والتي حدثت العديد من الحالات في تاريخ الموضوع. تباين مستوى الصرامة المتوقعة في الرياضيات بمرور الوقت: توقع اليونانيون حججًا مفصلة، لكن في زمن إسحاق نيوتن كانت الأساليب المستخدمة أقل صرامة. المشاكل الكامنة في التعاريف التي يستخدمها نيوتن ستؤدي إلى عودة التحليل الدقيق والدليل الرسمي في القرن التاسع عشر. سوء الفهم للدقة هو سبب لبعض المفاهيم الخاطئة الشائعة في الرياضيات. اليوم، يواصل علماء الرياضيات الجدال فيما بينهم حول البراهين المدعومة بالحاسوب. نظرًا لأنه يصعب التحقق من الحسابات الكبيرة، فقد لا تكون هذه الأدلة دقيقة بدرجة كافية.(9)
البديهيات في الفكر التقليدي كانت «حقائق بديهية»، ولكن هذا المفهوم إشكالي. على المستوى الرسمي، البديهية هي مجرد سلسلة من الرموز، التي لها معنى جوهري فقط في سياق جميع الصيغ المشتقة من نظام البديهية. كان هدف برنامج هيلبرت وضع جميع الرياضيات على أساس بديهي ثابت، ولكن وفقًا لمبرهنات عدم الاكتمال لغودل، كل نظام بديهي (قوي بما فيه الكفاية) له صيغ غير قابلة للبرهان؛ وبالتالي فإن البديهية النهائية للرياضيات أمر مستحيل. ومع ذلك، غالبًا ما يُتخيل أن الرياضيات (بقدر محتواها الرسمي) ليست سوى نظرية ثابتة في بعض البديهيات، بمعنى أن كل بيان رياضي أو دليل يمكن أن يُطرح في صيغ ضمن نظرية المجموعات.(10)

## مجالات الرياضيات

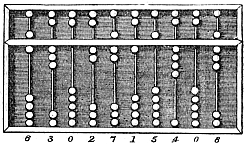
المعداد، آلة حساب بسيطة تستعمل منذ القدم.

وبشكل عام، يمكن تقسيم الرياضيات إلى دراسة الكمية والبنية والفضاء والتغيير (أي الحساب والجبر والهندسة والتحليل). بالإضافة إلى هذه الشواغل الرئيسية، هناك أيضًا أقسام فرعية مخصصة لاستكشاف الروابط من الرياضيات البحتة إلى مجالات أخرى: إلى المنطق، ونظرية المجموعات (الأسس)، والرياضيات التجريبية لمختلف العلوم (الرياضيات التطبيقية)، ومؤخرًا لدراسة صارمة لمواضيع الارتياب. على الرغم من أن بعض المواضيع قد تبدو غير ذات صلة، فقد وجد برنامج لانجلاندز روابط بين المواضيع التي كان يعتقد في السابق أنها غير مرتبطة، مثل زمرة غالوا، وسطح ريمان ونظرية الأعداد.
أيضا تجمع الرياضيات المتقطعة بشكل تقليدي مجالات الرياضيات التي تدرس الهياكل الرياضية المنفصلة بشكل أساسي بدلاً من الاتصال المستمر.

### أسس وفلسفة الرياضيات
من أجل توضيح أسس الرياضيات، تم تطوير مجالات المنطق الرياضي ونظرية المجموعات. يتضمن المنطق الرياضي الدراسة الرياضية للمنطق وتطبيقات المنطق الرسمي في مجالات أخرى من الرياضيات؛ نظرية المجموعات هي فرع الرياضيات الذي يدرس مجموعات أو مجموعات من الأشياء. نظرية الأصناف، التي تتعامل بطريقة مجردة مع الهياكل الرياضية والعلاقات بينهما، لا تزال قيد التطوير. تصف عبارة «أزمة الأسس» البحث عن أساس صارم للرياضيات التي حدثت في الفترة من عام 1900 إلى 1930 تقريبًا. يستمر بعض الخلاف حول أسس الرياضيات حتى يومنا هذا. تم حفز أزمة المؤسسات من قبل عدد من الخلافات في ذلك الوقت، بما في ذلك الجدل حول مبرهنة كانتور وجدل بروير-هيلبرت.
يهتم المنطق الرياضي بإعداد الرياضيات ضمن إطار بديهي صارم، ودراسة الآثار المترتبة على هذا الإطار. على هذا النحو، تعد موطنًا لمبرهنات عدم الاكتمال لغودل التي تعني -بشكل غير رسمي- (أن أي نظرية مولدة بشكل كفء قادرة على التعبير عن الحساب الابتدائي لا يمكن أن تكون كاملة وراسخة في وقت واحد. على وجه الخصوص، من أجل أي نظرية راسخة مولدة بشكل كفء والتي تبرهن حقيقة حسابية بسيطة، فإنه يوجد عبارة حسابية تكون محققة ولكنها غير مبرهنة بالنظرية). فقد أوضح غودل كيفية بناء بيان رسمي يمثل حقيقة نظرية للأعداد، ولكنه لا يتبع تلك البديهيات. لذلك، لا يوجد نظام رسمي هو البديهية الكاملة لنظرية الأعداد الكاملة. ينقسم المنطق الحديث إلى نظرية الحاسوبية، نظرية النموذج، ونظرية البرهان، ويرتبط ارتباطًا وثيقًا بعلوم الحاسوب النظرية، وكذلك بنظرية الأصناف. في سياق نظرية الحاسوبية.
تتضمن علوم الحاسوب النظرية نظرية الحوسبة ونظرية التعقيد الحسابي ونظرية المعلومات. تبحث نظرية الحوسبة في قيود النماذج النظرية المختلفة للحاسوب، بما في ذلك النموذج الأكثر شهرة (آلة تورنغ). نظرية التعقيد الحسابي هي دراسة قابلية التتبع بواسطة الحاسوب؛ بعض المسائل، على الرغم من أنها قابلة للحل من الناحية النظرية بواسطة الحاسوب، فهي مكلفة للغاية من حيث الوقت أو المساحة بحيث يحتمل أن تظل حلها غير ممكنة من الناحية العملية، حتى مع التقدم السريع لأجهزة الحاسوب. والمسألة الشهيرة هي «مسألة P = NP؟»، واحدة من جائزة مسائل الألفية. أخيرًا، تهتم نظرية المعلومات بكمية البيانات التي يمكن تخزينها على وسيط معين، وبالتالي تتعامل مع مفاهيم مثل الضغط والاعتلاج.
| {\displaystyle p\Rightarrow q} |                 |               |               |
| منطق رياضي                     | نظرية المجموعات | نظرية الأصناف | نظرية الحوسبة |

### الرياضيات البحتة
تعنى الرياضيات البحتة بدراسة الرياضيات من ناحية مجردة (أي من دون التطرق للفوائد والتطبيقات الرياضية) بالرغم أن الرياضيات البحتة كانت تمارس في اليونان القديمة إلا أن تطور الرياضيات البحتة بدأ منذ عام 1900 عند إدخال نظريات بخصائص غير بديهية (مثل الهندسة غير الإقليدية ونظرية كانتور للمجموعات اللانهائية). أهم مجالات دراسة الرياضيات البحتة تأتي في مفهوم الكمية والحسابيات، الجبر، الفضاء الرياضي (الهندسة الرياضية)، التغير والتحليل الرياضي.

#### الكمية
تبدأ دراسة الكمية بالأعداد، أولًا الأعداد الطبيعية المألوفة والأعداد الصحيحة والعمليات الحسابية عليها، والتي تتميز بحسابها. تتم دراسة الخصائص الأعمق للأعداد الصحيحة في نظرية الأعداد، والتي تأتي منها نتائج شعبية مثل مبرهنة فيرما الأخيرة. التخمين الأول والثاني لحدسية غولدباخ مسألتان لم تحل في نظرية الأعداد.
كما تم تطوير نظام الأعداد، يتم التعرف على الأعداد الصحيحة كمجموعة فرعية من الأرقام المنطقية («الكسور»). هذه، بدورها، ترد في الأعداد الحقيقية، والتي تستخدم لتمثيل كميات مستمرة. الأعداد الحقيقية يتم تعميمها على الأعداد العقدية. هذه هي الخطوات الأولى لتسلسل هرمي من الأرقام يمتد ليشمل الكواتيرنيون والأوكتونيون. يؤدي النظر في الأعداد الطبيعية أيضًا إلى الأرقام المنقولة، والتي تضفي الطابع الرسمي على مفهوم «اللانهاية». وفقًا للنظرية الأساسية للجبر، فإن كل كثير حدود من الدرجة الأولى فما فوق (أي أنها ليست دالة ثابتة) ذات متغير واحد، بمعاملات من فئة الأعداد المركبة {\displaystyle \mathbb {C} }؛ لها على الأقل جذر واحد في {\displaystyle \mathbb {C} }. بصيغة أخرى مجموعة الأعداد المركبة {\displaystyle \mathbb {C} } هي مغلقة جبريا. مجال الدراسة الآخر هو حجم المجموعات، الموصوف بالأرقام الأساسية. وتشمل هذه أعداد أليف، والتي تتيح مقارنة ذات مغزى لحجم مجموعات كبيرة بلا حدود.
| {\displaystyle 1,2,\ldots }                | {\displaystyle 0,1,-1,\ldots }             | {\displaystyle {\frac {1}{2}},{\frac {2}{3}},0.125,\ldots }                              |  |
| أعداد طبيعية                               | أعداد صحيحة                                | أعداد كسرية                                                                              |  |
| {\displaystyle \pi ,e,{\sqrt {2}},\ldots } | {\displaystyle i,3i+2,e^{i\pi /3},\ldots } | {\displaystyle \aleph _{0},\aleph _{1},\aleph _{2},\ldots ,\aleph _{\alpha },\ldots .\ } |  |
| أعداد حقيقية                               | أعداد عقدية                                | أعداد أصلية غير منتهية                                                                   |  |

#### البنية
تعرض العديد من الكائنات الرياضية، مثل مجموعات الأرقام والوظائف، بنية داخلية كنتيجة للعمليات أو العلاقات المحددة في المجموعة. ثم تدرس الرياضيات خصائص تلك المجموعات التي يمكن التعبير عنها من حيث هذا الهيكل؛ على سبيل المثال، تدرس نظرية الأعداد خصائص مجموعة الأعداد الصحيحة التي يمكن التعبير عنها من حيث العمليات الحسابية. علاوة على ذلك، يحدث في كثير من الأحيان أن هذه المجموعات (أو الهياكل) المختلفة تظهر خصائص متشابهة، مما يجعل من الممكن، من خلال خطوة أخرى من التجريد، تحديد البديهيات لفئة من الهياكل، ثم دراسة دفعة واحدة كاملة من الهياكل التي توافق هذه البديهيات. وهكذا يمكن للمرء دراسة المجموعات والحلقات والحقول والأنظمة التجريدية الأخرى معا؛ مثل هذه الدراسات (للهياكل التي تحددها العمليات الجبرية) تشكل مجال الجبر التجريدي.
بحكم عمومية كبيرة، يمكن في كثير من الأحيان تطبيق الجبر التجريدي على المسائل التي تبدو غير ذات صلة. على سبيل المثال، تم حل عدد من المسائل القديمة المتعلقة ببناء البوصلة والبسط باستخدام نظرية غالوا، والتي تتضمن نظرية المجال ونظرية المجموعة. مثال آخر لنظرية الجبر هو الجبر الخطي، وهو الدراسة العامة لمساحات المتجهات، التي تحتوي عناصرها المتجهات على كمية واتجاه، ويمكن استخدامها لنمذجة العلاقات بين نقاط في الفضاء. هذا مثال على الظاهرة المتمثلة في أن المناطق غير المرتبطة أصلًا في الهندسة والجبر لها تفاعلات قوية للغاية في الرياضيات الحديثة. التوافقيات يدرس طرق تعداد عدد الكائنات التي تناسب بنية معينة.
| {\displaystyle {\begin{matrix}(1,2,3)&(1,3,2)\\(2,1,3)&(2,3,1)\\(3,1,2)&(3,2,1)\end{matrix}}} |               |             |                |               |       |
| التوافقيات                                                                                    | نظرية الأعداد | نظرية الزمر | نظرية المخططات | نظرية الترتيب | الجبر |

#### الفضاء
تنبثق دراسة الفضاء بالهندسة (خصوصًا)، الهندسة الإقليدية، التي تجمع بين الفضاء والأعداد، وتشمل نظرية فيثاغورس المعروفة. علم المثلثات هو فرع الرياضيات الذي يتعامل مع العلاقات بين الجانبين وزوايا المثلثات والوظائف المثلثية. تعمم الدراسة الحديثة للفضاء هذه الأفكار لتشمل هندسة الأبعاد العليا، والهندسة غير الإقليدية (التي تلعب دورًا رئيسيًا في النسبية العامة) والطوبولوجيا. تلعب كل من المساحة والكم دورًا في الهندسة التحليلية والهندسة التفاضلية والهندسة الجبرية. تم تطوير الهندسة المحدبة والهندسة المتقطعة لحل المسائل في نظرية الأعداد والتحليل الدالي ولكن يتم الآن متابعتها مع التطبيقات في التحسين وعلوم الحاسوب. ضمن الهندسة التفاضلية توجد مفاهيم حزم الألياف وحساب التفاضل والتكامل على متعدد الشعب، على وجه الخصوص، التفاضل الشعاعي والموتر. داخل الهندسة الجبرية، وصف الكائنات الهندسية كمجموعات حل لمعادلات متعددة الحدود، تجمع بين مفاهيم الكمية والفضاء، وكذلك دراسة المجموعات الطوبولوجية التي تجمع بين الهيكل والفضاء. تستخدم زمرة لاي لدراسة الفضاء والبنية والتغيير. الطوبولوجيا في جميع تداعياتها العديدة ربما كانت أكبر منطقة نمو في الرياضيات في القرن العشرين؛ ويشمل طوبولوجيا مجموعة النقاط، طوبولوجيا نظرية المجموعة، طوبولوجيا جبرية وطوبولوجيا تفاضلية. على وجه الخصوص، حالات طوبولوجيا العصر الحديث هي نظرية ميتريزيشن، نظرية المجموعات البديهية، مثلية التوضع، ونظرية مورس. تتضمن الطوبولوجيا أيضًا حدسية بوانكاريه التي تم حلها مؤخرا، والمناطق التي لم يتم حلها بعد من حدسية هودج. النتائج الأخرى في الهندسة والطوبولوجيا، بما في ذلك مبرهنة الألوان الأربعة وحدسية كيبلر، قد ثبت فقط بمساعدة أجهزة الحاسوب.
|              |               |               |           |              |              |
| هندسة رياضية | حساب المثلثات | هندسة تفاضلية | طوبولوجيا | هندسة كسيرية | نظرية القياس |

#### التغير
يعد فهم التغيير ووصفه موضوعًا شائعًا في العلوم الطبيعية، وقد تم تطوير حساب التفاضل والتكامل كأداة للتحقيق فيه. تنشأ وظائفه هنا، كمفهوم مركزي يصف كمية متغيرة. تُعرف الدراسة الدقيقة للأعداد الحقيقية ووظائف المتغير الحقيقي بالتحليل الحقيقي، مع التحليل المركب للحقل المكافئ للأعداد المركبة. يركز التحليل الوظيفي الانتباه على مسافات الوظائف (عادة غير محدودة الأبعاد). واحدة من العديد من تطبيقات التحليل الدالي هي ميكانيكا الكم. تؤدي العديد من المسائل بشكل طبيعي إلى العلاقات بين كمية ما ومعدل التغير، ويتم دراستها على أنها معادلات تفاضلية. يمكن وصف العديد من الظواهر في الطبيعة بواسطة الأنظمة الديناميكية؛ تعمل نظرية الفوضى على تحديد الطرق التي تظهر بها العديد من هذه الأنظمة سلوكًا لا يمكن التنبؤ به ولكنه لا يزال محددًا.
|              |             |                |             |              |            |
| تفاضل وتكامل | تفاضل شعاعي | معادلة تفاضلية | نظام تحريكي | نظرية الشواش | تحليل مركب |

### الرياضيات التطبيقية
تهتم الرياضيات التطبيقية بالطرق الرياضية التي تستخدم عادة في العلوم والهندسة والأعمال والاقتصاد والصناعة. وهكذا، «الرياضيات التطبيقية» هي علم الرياضيات مع المعرفة المتخصصة. يصف مصطلح الرياضيات التطبيقية أيضًا التخصص المهني الذي يعمل فيه علماء الرياضيات على حل المسائل العملية؛ كمهنة تركز على المسائل العملية، تركز الرياضيات التطبيقية على «صياغة ودراسة واستخدام النماذج الرياضية» في العلوم والهندسة وغيرها من مجالات الممارسة الرياضية.
في الماضي، حفزت التطبيقات العملية على تطوير نظريات رياضية، والتي أصبحت بعد ذلك موضوع الدراسة في الرياضيات البحتة، حيث يتم تطوير الرياضيات في المقام الأول من أجلها. وهكذا، يرتبط نشاط الرياضيات التطبيقية ارتباطًا حيويًا بالبحث في الرياضيات البحتة.

#### الإحصاء وعلوم أخرى مساعدة على اتخاد القرارات
تتداخل الرياضيات التطبيقية كثيرًا مع مجال الإحصاء، حيث تصاغ نظريته رياضيا، خاصة مع نظرية الاحتمالات. يقوم الإحصائيون «بإنشاء بيانات منطقية» من خلال أخذ عينات عشوائية وتجارب عشوائية؛ يحدد تصميم العينة أو التجربة الإحصائية تحليل البيانات (قبل أن تتوفر البيانات). عند إعادة النظر في البيانات من التجارب والعينات أو عند تحليل البيانات من الدراسات القائمة على الملاحظة، فإن الإحصائيين «يفهمون البيانات» باستخدام فن النمذجة ونظرية الاستدلال مع اختيار النموذج وتقديره؛ يجب اختبار النماذج المقدرة والتوقعات المترتبة على البيانات الجديدة.
تدرس النظرية الإحصائية مشاكل اتخاذ القرار، مثل التقليل إلى الحد الأدنى (من الخسارة المتوقعة) في إجراء إحصائي، مثل استخدام إجراء، على سبيل المثال، اختبار الفرضيات، واختيار الأفضل. في هذه المجالات التقليدية للإحصاءات الرياضية، تتم صياغة مشكلة القرار الإحصائي عن طريق تقليل دالة موضوعية، مثل الخسارة أو التكلفة المتوقعة، في ظل قيود محددة: على سبيل المثال، ينطوي تصميم الاستقصاء في كثير من الأحيان على تقليل تكلفة تقدير متوسط عدد السكان باستخدام محدد معين. نظرًا لاستخدامها في التحسين، تتقاسم النظرية الرياضية للإحصاء الاهتمامات مع علوم القرارات الأخرى، مثل بحوث العمليات، ونظرية التحكم، والاقتصاد الرياضي.

#### الرياضيات الحسابية
تقترح الرياضيات الحسابية وتدرس أساليب لحل المسائل الرياضية التي تكون عادةً أكبر من قدرة الإنسان العددية. يدرس التحليل العددي طرق المسائل في التحليل باستخدام التحليل الدالي ونظرية التقريب؛ يشمل التحليل العددي دراسة التقريب والتقدير على نطاق واسع مع اهتمام خاص بأخطاء التقريب. التحليل العددي، وعلى نطاق أوسع، الحوسبة العلمية تدرس أيضًا موضوعات غير تحليلية في العلوم الرياضية، وخاصة المصفوفة الحسابية ونظرية المخططات. مجالات أخرى من اهتمامات الرياضيات الحسابية تشمل الحساب الرمزي.
|               |               |                     |               |                  |              |             |
| فيزياء رياضية | جريان الموائع | تحليل عددي          | الاستمثال     | نظرية الاحتمال   | إحصاء        | علم التعمية |
|               |               |                     |               |                  |              |             |
| رياضيات مالية | نظرية الألعاب | علم الأحياء الرياضي | كيمياء رياضية | الاقتصاد الرياضي | نظرية التحكم |             |

## جوائز رياضية
إن أكثر الجوائز شهرة في مجال الرياضيات هي ميدالية فيلدز، (11) التي تأسست عام 1936 وتمنح كل أربع سنوات (باستثناء حوالي الحرب العالمية الثانية) لما يصل إلى أربعة أفراد. غالبًا ما تُعتبر ميدالية فيلدز (بجانب جائزة أبيل) معادلة لجائزة نوبل في الرياضيات.
نالت جائزة وولف في الرياضيات، التي تأسست عام 1978، تقديرًا للإنجاز مدى الحياة، وتم إنشاء جائزة دولية كبرى أخرى، وهي جائزة أبيل، عام 2003. وتم تقديم ميدالية تشيرن عام 2010 تقديرًا للإنجازات الرياضية مدى الحياة. يتم منح هذه الجوائز تقديرًا لمجموعة عمل معينة، والتي قد تكون ابتكارية، أو توفر حلًّا لمسألة بارزة في مجال محدد.
في عام 1900 قام عالم الرياضيات الألماني ديفيد هيلبرت بتجميع قائمة شهيرة تضم 23 مسألة مفتوحة، تسمى «مسائل هيلبرت». حققت هذه القائمة شهرة كبيرة بين علماء الرياضيات، وتم الآن حل معظم الأسئلة. تم نشر قائمة جديدة من سبع مسائل مهمة، بعنوان «جائزة مسائل الألفية»، في عام 2000. واحدة منها فقط، هي فرضية ريمان، تكررت أيضًا في مسائل هيلبرت. إن حل أي من مسائل الألفية يحمل مكافأة قدرها مليون دولار.

## الاتحاد الدولي للرياضيات والاحتفالات
الاتحاد الدولي للرياضيات (IMU) هو منظمة دولية غير حكومية مكرسة للتعاون الدولي في مجال الرياضيات في جميع أنحاء العالم. وهو عضو في المجلس الدولي للعلوم (ICSU) ويدعم المؤتمر الدولي لعلماء الرياضيات. أعضاؤه منظمات رياضيات وطنية من أكثر من 80 دولة. أما المؤتمر الدولي للرياضيات فيعد أكبر مؤتمر يعقد حول موضوع الرياضيات. ينظم كل أربع سنوات من طرف الاتحاد الدولي للرياضيات. وأثناء هذا المؤتمر يتم توزيع جوائز ميدالية فيلدز وجائزة نيفانلينا وجائزة كارل فريدريش غاوس وميدالية تشيرن وجائزة ليلافاتي.
يتم الاحتفال في شهر مارس من كل سنة بداية من عام 2007 باليوم العالمي للرياضيات حيث تقام فيه العديد من المسابقات والجوائز. أيضًا يتم الاحتفال من كل سنة في 14 مارس بيوم العدد pi‏ (π) حيث يتم الاحتفال بهذا الثابت الرياضي وتحديدًا الساعة 1:59:26 من يوم 14 مارس بسبب كون القيمة التقريبية للعد (π) هي 3.1415926.